# A Boy〜ずっと忘れない〜
『a Boy〜ずっと忘れない〜』（ア・ボーイ ずっとわすれない）は、GLAYの10枚目のシングル。

## 概要
- 3枚目のアルバム『BELOVED』の先行シングルとして、同アルバム発売の前週に発売された。
- 上記アルバムの他、3枚のベストアルバムにも収録されている。

## 収録曲
| 全編曲: GLAY・佐久間正英。 |                                                   |         |         |
| #                          | タイトル                                          | 作詞    | 作曲    |
| 1.                         | 「a Boy〜ずっと忘れない〜」                       | TAKURO  | TAKURO  |
| 2.                         | 「neuromancer」                                   | HISASHI | HISASHI |
| 3.                         | 「a Boy〜ずっと忘れない〜」(オリジナル・カラオケ) |         |         |

### 楽曲解説
1. a Boy〜ずっと忘れない〜
ハモリをJIROが担当している珍しい曲。PVではメンバー各々のプライベートカットのようなものを収録している。
2. neuromancer
同年発売されたアルバムには未収録であり、アルバム収録は『rare collectives vol.2』まで見送られてきた。
3. a Boy〜ずっと忘れない〜 （オリジナル・カラオケ）

## タイアップ
- NHK『ポップジャム』テーマソング。（#1）

## 収録アルバム
A Boy〜ずっと忘れない〜
- BELOVED
- DRIVE-GLAY complete BEST
- -Ballad Best Singles- WHITE ROAD
- THE GREAT VACATION VOL.2 〜SUPER BEST OF GLAY〜
- BELOVED Anthology (リミックスバージョン)
- REVIEW II -BEST OF GLAY- (『BELOVED Anthology』収録バージョン)

neuromancer
- rare collectives vol.2
- BELOVED Anthology (リミックスバージョン)